# Chiesa dei Santi Pietro e Vitale
La chiesa dei Santi Pietro e Vitale è la parrocchiale di Cravanzana, in provincia di Cuneo e diocesi di Alba; fa parte della vicaria di Cortemilia.

## Storia
Nel 1571 il vescovo di Alba Vincenzo Marino, compiendo la sua visita pastorale, trovò che la chiesa parrocchiale di San Vitale, essendo lontana dal paese, era scomoda per i fedeli, i quali preferivano assistere alle funzioni presso la chiesetta di San Pietro.
Tre anni dopo, quest'ultima risultava pericolante e, così, il già citato vescovo Marino ordinò che venisse demolita e che il materiale ricavato fosse riutilizzato per la ricostruzione.
Nel 1577, tuttavia, la situazione era sempre la stessa; dunque, il vescovo di Bergamo Gerolamo Ragazzoni trasferì la parrocchialità nell'oratorio dei disciplinati, esortando a dotarlo del presbiterio e ad ampliato per poter contenere tutti i fedeli.
Negli atti relativi alla visita compiuta nel 1643 dal vescovo Paolo Brizio si legge che la parrocchiale era dotata di tre altari, mentre nel 1667 il vescovo Vittorio Nicolino della Chiesa annotò che l'altare minore dell'Assunzione di Maria Vergine era di patronato dei marchesi Carretto.
Tra il 1874 e il 1886 si provvide, grazie all'interessamento di don Callisto Taretto, a restaurare la chiesa, mentre una nuova ristrutturazione venne condotta tra il 1948 e il 1949, allorché fu rimaneggiata la facciata.
Negli anni settanta, in ossequio alle disposizioni postconciliari, si procedette alla sostituzione dell'antico altare e alla rimozione delle balaustre che delimitavano il presbiterio.

## Descrizione

### Esterno
La facciata a salienti della chiesa, rivolta a sudovest e suddivisa da una cornice marcapiano in due registri, presenta in quello inferiore, tripartito da quattro paraste, il portale d'ingresso architravato e due finestre di forma semicircolare, mentre quello superiore, affiancato da due volute, è caratterizzato da una finestra polilobata e coronata dal frontone mistilineo.
Annesso alla parrocchiale è il campanile in pietra a base quadrata, la cui cella è caratterizzata da monofore e bifore e coperta dal tetto a quattro falde.

### Interno
L'interno dell'edificio è suddiviso da pilastri, abbelliti da lesene e sorreggenti archi a tutto sesto, in tre navate, la centrale delle quali coperta dalla volta a botte unghiata e le laterali voltate a vela; al termine dell'aula si sviluppa il presbiterio, voltato a vela e chiuso dall'abside semicircolare.